# Algoasaurus bauri
Algoasaurus bauri ("Reptil del mar de Algoa") es la única especie conocida del género dudoso  extinto Algoasaurus de dinosaurios saurópodos titanosauriano que vivió a finales del Jurásico y principios del Cretácico entre el Titoniense y Berriasiense, entre hace aproximadamente 150 y 145 millones de años en lo que es hoy África. Sus fósiles se han encontrado en  Sudáfrica, más precisamente en la Formación Kirkwood. Fue un neosaurópodo, y aunque ha sido frecuentemente asignado a los Titanosauridae, no hay evidencia de esto, y las revisiones recientes lo han considerado como un saurópodo indeterminado.
La especie tipo, A. bauri, fue nombrada por el paleontólogo Robert Broom en 1904, a partir de una vértebra dorsal, el fémur y una falange ungual. Los fósiles fueron recuperados en 1903 por los trabajadores de una cantera que no los reconocieron como tales y muchos fueron convertidos en ladrillos y así destruidos. El animal puede haber edido en torno a los 9 metros de longitud en vida.